# تری مک‌درموت (اسکیت‌باز سرعت)
تری مک‌درموت (انگلیسی: Terry McDermott؛ زادهٔ ۲۰ سپتامبر ۱۹۴۰) اسکیت‌باز سرعت اهل ایالات متحده آمریکا بود.
از افتخارات وی می‌توان به کسب مدال طلا در بازی‌های المپیک زمستانی ۱۹۶۴ اشاره کرد.